# Ice Runway repülőtér
Az Ice Runway repülőtér az Antarktiszon található, a McMurdo kutatóállomás közelében, a McMurdo és a Scott kutatóállomás kiszolgálására. Mint a neve is mutatja, felülete jég, így kerekeken guruló repülőgépek leszállására alkalmas.
A repülőtér az év nagy részében képes a legnehezebb teherszállító repülőgépek fogadására is. Amik eddig leszálltak itt: Lockheed C–5 Galaxy, Lockheed C–141 Starlifter, Boeing C–17 Globemaster III, Lockheed C–130 Hercules, Lockheed P–3 Orion.
Első ízben 2009-2010 nyári szezonja alatt, majd később is sikeresen alkalmaztak módosított Boeing 757-es utasszállító repülőgépet is. Ennek oka, hogy ha a Boeing 757 is használható, akkor a teherfuvarozó C17-es ez alól a funkció alól felszabadul, így az több árut szállíthat.
A repülőteret minden szezon elején hókotróval létrehozzák. Használata alatt a jég felületéről eltávolítják a havat, a jeget pedig érdesítik. A repülőtér nagyjából december elejéig marad használható állapotban, utána a jégréteg elvékonyodik és töredezetté válik. Ez után a sítalpakkal felszerelt kisebb gépek a közeli Williams Field (ICAO: NZWD), vagy Pegasus Field (ICAO: NZPG) repülőtereket veszik igénybe a McMurdo kiszolgálásához. Mindhárom repülőtér a McMurdo bázistól nagyjából 5 km-re található.
Az Ice Runway a US Antarctic Program fő repülőtere a nyári időszak alatt.

## Fordítás
- Ez a szócikk részben vagy egészben  az   Ice Runway című angol Wikipédia-szócikk fordításán alapul.  Az eredeti cikk szerkesztőit annak laptörténete sorolja fel. Ez a jelzés csupán a megfogalmazás eredetét és a szerzői jogokat jelzi, nem szolgál a cikkben szereplő információk forrásmegjelöléseként.